# ليو لوس
ليو لوس (بالإنجليزية: Lew Luce)‏ هو لاعب كرة قدم أمريكية أمريكي، ولد في 3 أبريل 1938 في واشنطن العاصمة في الولايات المتحدة.

## وصلات خارجية
- ليو لوس على موقع مرجع كرة القدم المحترفة.كوم (الإنجليزية)